# Pamparato
Pamparato – miejscowość i gmina we Włoszech, w regionie Piemont, w prowincji Cuneo.
Według danych na rok 2004 gminę zamieszkiwały 403 osoby, 11,5 os./km².